# Bundesautobahn 680
Pour les articles homonymes, voir A680.
La Bundesautobahn 680 était le projet d'une Bundesautobahn dans le Land de Hesse.

## Histoire
L'A 680 devait partir de la fin de l'autoroute Darmstadt-Est (Heinrichstrasse) en passant de l'intersection Darmstadt-Est jamais construite (intersection avec la Bundesautobahn 49) et Roßdorf jusqu'à Dieburg. Il y devait y avoir une connexion avec la Bundesautobahn 683 à l'échangeur de Dieburg, avant que l'autoroute ne se termine à l'est de Dieburg sur l'ancien tracé de la Bundesstraße 26.
D'autres plans (maintenant rejetés) envisageaient de poursuivre l'itinéraire en passant par Babenhausen jusqu'à une connexion à la Bundesautobahn 3 près d'Aschaffenbourg. Cela aurait permis une connexion au prolongement sud (également non construit) de la Bundesautobahn 45 en direction de Kirchheim unter Teck ainsi qu'à la Bundesautobahn 687, projet devenue une extension de la Bundesstraße 469.
Dans les années 1980, l'autoroute est déclassée en Bundesstraße et fait désormais partie de la B 26 et entre Dieburg-Mitte et l'échangeur de Dieburg fait également partie de la Bundesstraße 45. L'ancien tracé de la B 26 entre Darmstadt et Dieburg est également déclassé. Cela met fin au tracé parallèle dense de deux voies rapides et les routes traversant la ville peuvent être apaisées. Curieusement, la ville de Dieburg dispose de deux routes de contournement qui se côtoient sur un tronçon de 4 km à une distance d'environ 500 m : l'ancienne route de la B 26 et l'ancienne route de l'A 680, aujourd'hui la nouvelle B26.
À la fin des années 1990, la sortie de Dieburg-Mitte est agrandie en forme de trèfle. En outre, la sortie de Gundernhausen, qui existait déjà provisoirement lors de la construction de l'autoroute, est ajoutée entre Dieburg-West et Roßdorf-Ost. À cette époque, seul le tronçon Darmstadt–Gundernhausen est achevé. Après l'ouverture de la continuation vers Dieburg, la sortie est initialement abandonnée.
Dans le cadre de la construction du contournement nord-est de Darmstadt, la liaison avec la Heinrichstraße, actuellement encore réglementée par des feux de circulation, devait être aménagée sans carrefour. Le tronçon à quatre voies devrait être prolongé jusqu'à la gare de l'Est. Cependant, ces projets sont abandonnés en 2011. Entre les échangeurs de Dieburg et de Babenhausen, le tracé doit être étendu à trois voies sans intersection comme autoroute. Aucune décision ne fut prise concernant un contournement de Babenhausen en raison de litiges concernant le tracé.